# Dłuska Wola
Dłuska Wola – wieś w Polsce położona w województwie mazowieckim, w powiecie przysuskim, w gminie Potworów. Ma status sołectwa.
Miejscowość wchodzi w skład sołectwa Długie.
W latach 1975–1998 miejscowość administracyjnie należała do województwa radomskiego.
Wierni Kościoła rzymskokatolickiego należą do parafii św. Doroty w Potworowie.

## Części wsi
| SIMC    | Nazwa   | Rodzaj    |
| ------- | ------- | --------- |
| 0632326 | Przerwa | część wsi |

## K.S. Dłuska Wola
W latach 1978–2008 w miejscowości funkcjonował lokalny zespół sportowy zrzeszający mieszkańców w ramach rywalizacji w okręgowych amatorskich ligach futbolowych. Największe sukcesy przyszły na początku lat 90., kiedy to zespół wywalczył awans do klasy B. Klub zakończył działalność w 2008.